# Discolampa sangarius
Discolampa sangarius är en fjärilsart som beskrevs av Hans Fruhstorfer 1918. Discolampa sangarius ingår i släktet Discolampa och familjen juvelvingar. Inga underarter finns listade i Catalogue of Life.